# 페르난도 리에라
페르난도 리에라 바우사(스페인어: Fernando Riera Bauzá, 1920년 6월 27일 ~ 2010년 9월 23일)는 칠레의 전 축구 공격수 및 축구 감독이었다.
1937년 칠레의 우니온 에스파뇰라에서 데뷔했으며, 1939년 우니베르시다드 카톨리카로 이적해 활약하였다. 이후 1950년 프랑스 리그 1의 스타드 드 랭스로 팀을 옮겼으며, 1953년 바스코 CCS를 거쳐 1954년까지 FC 루앙 소속으로 뛰었다.
또한 1942년 칠레 축구 국가대표팀에 정식으로 데뷔한 뒤, 3번의 남미 축구 선수권 대회 (1942년, 1947년, 1949년) 및 1950년 FIFA 월드컵에 참가하기도 했다.
은튀 이후 세계 각지의 클럽 및 국가대표팀에서 감독 생활을 했으며, 1958년부터 칠레 축구 국가대표팀의 감독을 맡아 팀이 1962년 FIFA 월드컵에서 3위를 차지하는 데 크게 기여했다. 월드컵 이후 포르투갈 리가의 SL 벤피카의 감독을 맡아 1962-63시즌 팀이 리그 우승을 차지하는 데 공헌했으며, 그 뒤 남아메리카 각지의 클럽을 거쳐 1966년 다시 SL 벤피카로 복귀해 1968년까지 팀이 리그 2연패를 차지하는 데 기여했다. 이후 RCD 에스파뇰, 보카 주니어스, FC 포르투, 데포르티보 라코루냐, 올랭피크 드 마르세유, 스포르팅 CP 등 여러 클럽의 감독을 맡다가 1989년 CF 몬테레이를 마지막으로 감독에서 은퇴하였다.
그 뒤 알츠하이머병으로 투병 생활을 하다가 2010년 9월 23일 산티아고에 있는 자신의 집에서 심장마비로 사망했다.
칠레 출신의 유명 감독인 아르투로 살라와 마누엘 페예그리니의 스승이기도 하다.